# (1157) Arabia
(1157) Arabia és un asteroide que forma part del cinturó d'asteroides i va ser descobert per Karl Wilhelm Reinmuth el 31 d'agost de 1929 des de l'observatori de Heidelberg-Königstuhl, Alemanya.
Va ser designat inicialment com 1929 QC. Posteriorment es va anomenar per la península asiàtica d'Aràbia.
Està situat a una distància mitjana de 3,184 ua del Sol, i pot acostar-s'hi fins a 2,726 ua i allunyar-se fins a 3,642 ua. La seva inclinació orbital és 9,544° i l'excentricitat 0,1439. Emplea a completar una òrbita al voltant del Sol 2075 dies.